# D-A-CH / Fachverband für Public-History-Forschung
Der D-A-CH / Fachverband für Public-History-Forschung (phfv) ist der wissenschaftliche Fachverband der deutschsprachigen Forschenden auf dem Gebiet der Public History. Die Gründung des Verbandes erfolgte am 24. November 2023 in Regensburg. Der Verband versteht sich als basisdemokratische Assoziation auf der Basis einer von allen Mitgliedern autorisierten Grundordnung.

## Zweck und Tätigkeit des Verbandes
Der Zweck des phfv liegt im Austausch über alle Formen der Forschung im Bereich der Public History. Eine besondere Verpflichtung sieht der Verband in der Förderung junger Forscher auf diesem Gebiet. Zu den Aktivitäten gehört insbesondere eine jährlich stattfindende Tagung mit wechselnder Verantwortung und an wechselnden Standorten in Österreich, der Schweiz und in Deutschland.
Im deutschsprachigen Raum vertritt der phfv die Interessen der Public-History-Forschung gegenüber Universitäten und Hochschulen sowie einer breiteren Öffentlichkeit, darunter der Presse, Forschungsinstitutionen, Stiftungen, staatlichen Behörden und anderen Fachverbänden.
Mitglied im phfv kann jede Person werden, die im Bereich der Public History forscht und die Grundordnung durch ihre Unterschrift akzeptiert. Ein Beitrittsantrag kann bis spätestens zum 1. Mai des jeweiligen Jahres gestellt werden. Die Mitgliederversammlung entscheidet jährlich mit einfacher Mehrheit der Anwesenden über die Aufnahme neuer Mitglieder. Die Mitgliedschaft berechtigt zur Teilnahme an den Jahrestagungen und gewährt aktives Wahlrecht bezüglich der Sprecherin oder des Sprechers, des Tagungsortes und der Grundordnung. Eine Einladung zur Mitgliederversammlung wird mindestens 8 Wochen im Voraus durch die aktuelle Sprecherin oder den aktuellen Sprecher verschickt.

## Jahrestagung des phfv
Die Mitgliederversammlung des phfv findet im Rahmen der Jahrestagung statt. Der Tagungsort und die nächste Sprecherin oder der nächste Sprecher für das folgende Jahr sowie potenzielle Anpassungen der Grundordnung werden während dieser Versammlung besprochen.
Die in der Mitgliederversammlung gewählte Sprecherin oder der gewählte Sprecher ist im folgenden Jahr für die Repräsentanz des Fachverbands nach außen, die Organisation der Jahrestagung und die interne Kommunikation zuständig. Am Ende der Amtszeit erfolgt seitens der Sprecherin oder des Sprechers vor der Mitgliederversammlung ein Bericht über die Aktivitäten des Verbands im Jahr ihrer oder seiner Amtszeit. Nach Wahl der neuen Sprecherin oder des neuen Sprechers bleibt die vorherige Sprecherin oder der vorherige Sprecher ein weiteres Jahr als stellvertretende Sprecherin oder stellvertretender Sprecher im Amt, um den Wissenstransfer zu gewährleisten.
Nach der einleitenden Mitgliederversammlung umfasst die Jahrestagung des phfv zudem eine Keynote einer Forscherin oder eines Forschers, die oder der ein Projekt von herausragender forschungsmethodologischer Qualität präsentiert, sowie Plenen zur Diskussion aktueller wissenschaftlicher Qualifikationsarbeiten. Vor allem im Rahmen der Diskussionsplenen sollen Forschungsprojekte von Doktoranden oder anderer sich am Beginn ihrer Karriere befindlichen Forscher im Vordergrund stehen. Die Arbeitssprache der Jahrestagungen ist Deutsch.

## Jahrestagungen
- 14. Juni 2024 an der Universität Wien[4]
- 13. Juni 2025 an der Ruprecht-Karls-Universität Heidelberg.[5]
- Juni 2026 an der Universität Regensburg

## Sprecher des Verbandes
- 2025–2026: Juliane Tomann (Regensburg), Stellvertretung: Cord Arendes
- 2024–2025: Cord Arendes (Heidelberg), Stellvertretung: Marko Demantowsky
- 2023–2024: Marko Demantowsky (Wien)